# Батов Іван Андрійович
Іва́н Андрі́йович Ба́тов (*1767 — †30 червня 1841) — російський майстер музичних інструментів. Народився під Москвою в сім'ї кріпака графа Шереметєва.
У 1822 Батов був звільнений з кріпацтва. Його музичні інструменти відзначалися високою якістю та користувалися великим попитом в усьому світі. Батов виготовив близько 60 музичних інструментів (скрипки, альти, віолончелі, гітари).